# Frumka Płotnicka
Frumka Płotnicka, född 11 november 1914 i Pinsk, död 3 augusti 1943 i Będzin, var en polsk motståndskvinna under andra världskriget. Hon förärades postumt med  Grunwaldkorset.

## Biografi
Frumka Płotnicka var medlem av motståndsorganisationen Żydowska Organizacja Bojowa (ŻOB) och den sionistiska Dror-rörelsen. Hon var en av organisatörerna bakom upproret i Warszawas getto år 1943. Efter det att denna revolt hade kvästs av nazisterna i maj 1943 begav hon sig till Dąbrowa-området i södra Polen för att delta i motståndet i Będzins getto. Då detta getto skulle stängas och dess invånare deporteras till koncentrationsläger, deltog Płotnicka i en revolt. Hon stupade i en bunker vid Podsiadły-gatan den 3 augusti 1943.

### Webbkällor
- ”Frumka Płotnicka” ( PDF). Yad Vashem. SHOAH Resource Center. https://www.yadvashem.org/odot_pdf/Microsoft%20Word%20-%205728.pdf. Läst 26 mars 2019.